# Liste des monuments historiques de Leeuw-Saint-Pierre
Cette page regroupe l'ensemble des monuments classés de la ville de Leeuw-Saint-Pierre.
| Objet                                                       | Statut du classement? | Année de construction/architecte | Section communale     | Adresse                        | Coordonnées                      | Numéro d'inventaire | Illustration                                  |
| ----------------------------------------------------------- | --------------------- | -------------------------------- | --------------------- | ------------------------------ | -------------------------------- | ------------------- | --------------------------------------------- |
| (nl) Sluis nr. 9 en bijhorende brug                         |                       |                                  | Ruisbroek             | Sasplein                       | 50° 47′ 24″ nord, 4° 17′ 35″ est | 201006              | Téléverser                                    |
| Église Saint-Pierre de Leeuw-Saint-Pierre                   | Oui                   |                                  | Sint-Pieters-Leeuw    | Rink                           | 50° 46′ 45″ nord, 4° 14′ 37″ est | 40621               | Église Saint-Pierre de Leeuw-Saint-Pierre     |
| (nl) Maria-Magdalenakapel                                   |                       |                                  | Sint-Pieters-Leeuw    | Jan Baptist Cardijnstraat      | 50° 45′ 41″ nord, 4° 13′ 48″ est | 40622               | Téléverser                                    |
| (nl) Wegkapel Onze-Lieve-Vrouw van Lourdes                  |                       |                                  | Sint-Pieters-Leeuw    | Oudenakenstraat                | 50° 46′ 38″ nord, 4° 13′ 43″ est | 40623               | Téléverser                                    |
| (nl) Kapel van het Heilig Kruis                             |                       |                                  | Sint-Pieters-Leeuw    | Pastorijstraat                 | 50° 46′ 52″ nord, 4° 14′ 45″ est | 40624               | Téléverser                                    |
| (nl) Kasteel Coloma                                         |                       |                                  | Sint-Pieters-Leeuw    | Joseph Depauwstraat 25         | 50° 46′ 44″ nord, 4° 14′ 57″ est | 40625               | Téléverser                                    |
| (nl) Kasteel Coloma                                         |                       |                                  | Sint-Pieters-Leeuw    | Joseph Depauwstraat 27         | 50° 46′ 44″ nord, 4° 14′ 57″ est | 40625               | Téléverser                                    |
| (nl) Landhuis                                               |                       |                                  | Sint-Pieters-Leeuw    | Joseph Depauwstraat 31         | 50° 46′ 44″ nord, 4° 14′ 46″ est | 40626               | Téléverser                                    |
| (nl) Hof ter Heide, gesloten hoeve                          |                       |                                  | Sint-Pieters-Leeuw    | Bosveldbaan 2                  | 50° 46′ 16″ nord, 4° 13′ 40″ est | 40629               | Téléverser                                    |
| (nl) Rattenkasteeltje                                       |                       |                                  | Sint-Pieters-Leeuw    | Bosveldbaan 51                 | 50° 46′ 11″ nord, 4° 13′ 17″ est | 40630               | Téléverser                                    |
| (nl) Hof ten Beygaerden                                     |                       |                                  | Sint-Pieters-Leeuw    | Hoogstraat 151                 | 50° 46′ 58″ nord, 4° 13′ 27″ est | 40635               | Téléverser                                    |
| (nl) Watermolen van Volsem                                  | Oui                   |                                  | Sint-Pieters-Leeuw    | Victor Nonnemanstraat 34B      | 50° 47′ 05″ nord, 4° 14′ 40″ est | 40636               | Téléverser                                    |
| (nl) Boerenburgerhuis                                       |                       |                                  | Sint-Pieters-Leeuw    | Victor Nonnemanstraat 36       | 50° 47′ 06″ nord, 4° 14′ 39″ est | 40637               | Téléverser                                    |
| (nl) L-Vormig hoevecomplex                                  |                       |                                  | Sint-Pieters-Leeuw    | Pijnbroekstraat 154            | 50° 45′ 56″ nord, 4° 14′ 10″ est | 40640               | Téléverser                                    |
| (nl) Hof te Vosholen                                        |                       |                                  | Sint-Pieters-Leeuw    | Pijnbroekstraat 155            | 50° 45′ 51″ nord, 4° 14′ 12″ est | 40641               | Téléverser                                    |
| (nl) Gesloten hoeve Hof van Heffen                          |                       |                                  | Sint-Pieters-Leeuw    | Rink 14                        | 50° 46′ 45″ nord, 4° 14′ 42″ est | 40642               | Téléverser                                    |
| (nl) Hoekpand                                               |                       |                                  | Sint-Pieters-Leeuw    | Rink 15                        | 50° 46′ 44″ nord, 4° 14′ 40″ est | 40643               | Téléverser                                    |
| (nl) Hoeve (voormalige)                                     |                       |                                  | Sint-Pieters-Leeuw    | Bergensesteenweg 219           | 50° 47′ 46″ nord, 4° 17′ 10″ est | 40647               | Téléverser                                    |
| (nl) Ten Brukom, abdijhoeve                                 |                       |                                  | Sint-Pieters-Leeuw    | Bergensesteenweg 711           | 50° 45′ 56″ nord, 4° 15′ 14″ est | 40648               | Téléverser                                    |
| (nl) Pachthof Mechelsgat                                    |                       |                                  | Sint-Pieters-Leeuw    | Pepingensesteenweg 229_1       | 50° 45′ 36″ nord, 4° 13′ 02″ est | 40651               | Téléverser                                    |
| (nl) Gaspeldoornhof                                         |                       |                                  | Sint-Pieters-Leeuw    | Vlezenbeeklaan 33              | 50° 47′ 28″ nord, 4° 14′ 30″ est | 40654               | Téléverser                                    |
| (nl) Priorij van Klein Bijgaarden                           |                       |                                  | Sint-Pieters-Leeuw    | Klein-Bijgaardenstraat         | 50° 47′ 57″ nord, 4° 16′ 59″ est | 40655               | Téléverser                                    |
| (nl) Arbeidershuisjes                                       |                       |                                  | Sint-Pieters-Leeuw    | Klein-Bijgaardenstraat 10      | 50° 48′ 01″ nord, 4° 16′ 51″ est | 40656               | Téléverser                                    |
| (nl) Arbeidershuisjes                                       |                       |                                  | Sint-Pieters-Leeuw    | Klein-Bijgaardenstraat 12      | 50° 48′ 01″ nord, 4° 16′ 51″ est | 40656               | Téléverser                                    |
| (nl) Arbeidershuisjes                                       |                       |                                  | Sint-Pieters-Leeuw    | Klein-Bijgaardenstraat 14      | 50° 48′ 01″ nord, 4° 16′ 51″ est | 40656               | Téléverser                                    |
| (nl) Arbeidershuisjes                                       |                       |                                  | Sint-Pieters-Leeuw    | Klein-Bijgaardenstraat 16      | 50° 48′ 01″ nord, 4° 16′ 51″ est | 40656               | Téléverser                                    |
| (nl) Arbeidershuisjes                                       |                       |                                  | Sint-Pieters-Leeuw    | Klein-Bijgaardenstraat 18      | 50° 48′ 01″ nord, 4° 16′ 51″ est | 40656               | Téléverser                                    |
| (nl) Arbeidershuisjes                                       |                       |                                  | Sint-Pieters-Leeuw    | Klein-Bijgaardenstraat 20      | 50° 48′ 01″ nord, 4° 16′ 51″ est | 40656               | Téléverser                                    |
| (nl) Arbeidershuisjes                                       |                       |                                  | Sint-Pieters-Leeuw    | Klein-Bijgaardenstraat 8       | 50° 48′ 01″ nord, 4° 16′ 51″ est | 40656               | Téléverser                                    |
| (nl) Parochiekerk Sint-Pieters-Banden                       |                       |                                  | Oudenaken             | Baasbergstraat                 | 50° 46′ 51″ nord, 4° 11′ 58″ est | 40657               | Téléverser                                    |
| (nl) Zwaenhofstede                                          |                       |                                  | Oudenaken             | Baasbergstraat 65              | 50° 46′ 49″ nord, 4° 11′ 55″ est | 40658               | Téléverser                                    |
| (nl) Zwaenhofstede                                          |                       |                                  | Oudenaken             | Baasbergstraat 67              | 50° 46′ 49″ nord, 4° 11′ 55″ est | 40658               | Téléverser                                    |
| (nl) Arbeiderswoningen                                      |                       |                                  | Ruisbroek             | Fabriekstraat 221              | 50° 46′ 50″ nord, 4° 17′ 18″ est | 40664               | Téléverser                                    |
| (nl) Arbeiderswoningen                                      |                       |                                  | Ruisbroek             | Fabriekstraat 223              | 50° 46′ 50″ nord, 4° 17′ 18″ est | 40664               | Téléverser                                    |
| (nl) Arbeiderswoningen                                      |                       |                                  | Ruisbroek             | Fabriekstraat 225              | 50° 46′ 50″ nord, 4° 17′ 18″ est | 40664               | Téléverser                                    |
| (nl) Arbeiderswoningen                                      |                       |                                  | Ruisbroek             | Fabriekstraat 227              | 50° 46′ 50″ nord, 4° 17′ 18″ est | 40664               | Téléverser                                    |
| (nl) Arbeiderswoningen                                      |                       |                                  | Ruisbroek             | Fabriekstraat 229              | 50° 46′ 50″ nord, 4° 17′ 18″ est | 40664               | Téléverser                                    |
| (nl) Arbeiderswoningen                                      |                       |                                  | Ruisbroek             | Fabriekstraat 231              | 50° 46′ 50″ nord, 4° 17′ 18″ est | 40664               | Téléverser                                    |
| (nl) Arbeiderswoningen                                      |                       |                                  | Ruisbroek             | Fabriekstraat 233              | 50° 46′ 50″ nord, 4° 17′ 18″ est | 40664               | Téléverser                                    |
| (nl) Arbeiderswoningen                                      |                       |                                  | Ruisbroek             | Fabriekstraat 235              | 50° 46′ 50″ nord, 4° 17′ 18″ est | 40664               | Téléverser                                    |
| (nl) Arbeiderswoningen                                      |                       |                                  | Ruisbroek             | Fabriekstraat 237              | 50° 46′ 50″ nord, 4° 17′ 18″ est | 40664               | Téléverser                                    |
| (nl) Burgerhuizen                                           |                       |                                  | Ruisbroek             | Kerkplein 34                   | 50° 47′ 23″ nord, 4° 17′ 52″ est | 40665               | Téléverser                                    |
| (nl) Burgerhuizen                                           |                       |                                  | Ruisbroek             | Kerkplein 38                   | 50° 47′ 23″ nord, 4° 17′ 52″ est | 40665               | Téléverser                                    |
| (nl) Burgerhuizen                                           |                       |                                  | Ruisbroek             | Kerkplein 40                   | 50° 47′ 23″ nord, 4° 17′ 52″ est | 40665               | Téléverser                                    |
| (nl) Arbeidershuizen in repeterend schema                   |                       |                                  | Ruisbroek             | Kerkplein 10                   | 50° 47′ 26″ nord, 4° 17′ 54″ est | 40666               | Téléverser                                    |
| (nl) Arbeidershuizen in repeterend schema                   |                       |                                  | Ruisbroek             | Kerkplein 11                   | 50° 47′ 26″ nord, 4° 17′ 54″ est | 40666               | Téléverser                                    |
| (nl) Arbeidershuizen in repeterend schema                   |                       |                                  | Ruisbroek             | Kerkplein 12                   | 50° 47′ 26″ nord, 4° 17′ 54″ est | 40666               | Téléverser                                    |
| (nl) Arbeidershuizen in repeterend schema                   |                       |                                  | Ruisbroek             | Kerkplein 13                   | 50° 47′ 26″ nord, 4° 17′ 54″ est | 40666               | Téléverser                                    |
| (nl) Arbeidershuizen in repeterend schema                   |                       |                                  | Ruisbroek             | Kerkplein 8                    | 50° 47′ 26″ nord, 4° 17′ 54″ est | 40666               | Téléverser                                    |
| (nl) Arbeidershuizen in repeterend schema                   |                       |                                  | Ruisbroek             | Kerkplein 9                    | 50° 47′ 26″ nord, 4° 17′ 54″ est | 40666               | Téléverser                                    |
| (nl) Parochiekerk Sint-Laurentius                           | Oui                   |                                  | Sint-Laureins-Berchem | Sint-Laureinsstraat            | 50° 47′ 17″ nord, 4° 11′ 53″ est | 40672               | Téléverser                                    |
| (nl) Woonstalhuis                                           |                       |                                  | Sint-Laureins-Berchem | Brabantsebaan 405              | 50° 47′ 13″ nord, 4° 12′ 18″ est | 40673               | Téléverser                                    |
| (nl) Hoeve in leem- en vakwerkbouw                          |                       |                                  | Sint-Laureins-Berchem | Brabantsebaan 426              | 50° 47′ 10″ nord, 4° 12′ 24″ est | 40674               | Téléverser                                    |
| (nl) Hof ter Steenberg                                      |                       |                                  | Sint-Laureins-Berchem | Molenborrestraat 48            | 50° 47′ 11″ nord, 4° 11′ 53″ est | 40675               | Téléverser                                    |
| (nl) Kasteel Inkendaal (voormalig)                          |                       |                                  | Vlezembeek            | Inkendaalstraat 1              | 50° 48′ 13″ nord, 4° 13′ 23″ est | 40677               | Téléverser                                    |
| (nl) Kasteel Groenenberg                                    |                       |                                  | Vlezembeek            | Konijnestraat 170              | 50° 48′ 15″ nord, 4° 12′ 21″ est | 40678               | Téléverser                                    |
| (nl) Kasteel Groenenberg                                    |                       |                                  | Vlezembeek            | Konijnestraat 172              | 50° 48′ 15″ nord, 4° 12′ 21″ est | 40678               | Téléverser                                    |
| (nl) Hof te Nederloo                                        | Oui                   |                                  | Vlezembeek            | Postweg 265                    | 50° 48′ 10″ nord, 4° 12′ 54″ est | 40679               | Téléverser                                    |
| (nl) Hof te Sobroek, gesloten hoeve                         |                       |                                  | Vlezembeek            | Postweg 43                     | 50° 48′ 41″ nord, 4° 14′ 57″ est | 40680               | Téléverser                                    |
| (nl) Hof te Kwadewegen of brouwerij Lindemans               |                       |                                  | Vlezembeek            | Lenniksebaan 1479              | 50° 48′ 56″ nord, 4° 12′ 45″ est | 40682               | (nl) Hof te Kwadewegen of brouwerij Lindemans |
| (nl) Baljuwhoeve                                            |                       |                                  | Vlezembeek            | Nederstraat 55                 | 50° 48′ 18″ nord, 4° 14′ 24″ est | 40683               | Téléverser                                    |
| (nl) Hof te Rome, gesloten hoeve                            |                       |                                  | Vlezembeek            | Romestraat 1                   | 50° 49′ 38″ nord, 4° 13′ 18″ est | 40688               | Téléverser                                    |
| (nl) Gesloten hoeve                                         |                       |                                  | Vlezembeek            | Rekerstraat 25                 | 50° 48′ 09″ nord, 4° 14′ 16″ est | 40689               | Téléverser                                    |
| (nl) Pastorie Sint-Lutgardisparochie                        |                       |                                  | Sint-Pieters-Leeuw    | Arthur Quintusstraat 20        | 50° 47′ 29″ nord, 4° 16′ 39″ est | 90721               | Téléverser                                    |
| (nl) Parochiekerk Sint-Lutgardis                            |                       |                                  | Sint-Pieters-Leeuw    | Arthur Quintusstraat           | 50° 47′ 30″ nord, 4° 16′ 39″ est | 90722               | Téléverser                                    |
| (nl) Twee identieke eengezinswoningen                       |                       |                                  | Sint-Pieters-Leeuw    | Arthur Quintusstraat 41        | 50° 47′ 29″ nord, 4° 16′ 37″ est | 90723               | Téléverser                                    |
| (nl) Twee identieke eengezinswoningen                       |                       |                                  | Sint-Pieters-Leeuw    | Arthur Quintusstraat 43        | 50° 47′ 29″ nord, 4° 16′ 37″ est | 90723               | Téléverser                                    |
| (nl) Gekoppelde eengezinswoningen                           |                       |                                  | Sint-Pieters-Leeuw    | Bergensesteenweg 143           | 50° 47′ 59″ nord, 4° 17′ 19″ est | 90724               | Téléverser                                    |
| (nl) Gekoppelde eengezinswoningen                           |                       |                                  | Sint-Pieters-Leeuw    | Bergensesteenweg 145           | 50° 47′ 59″ nord, 4° 17′ 19″ est | 90724               | Téléverser                                    |
| (nl) Hof Sint-Elooi, monumentale hoeve                      |                       |                                  | Sint-Pieters-Leeuw    | Bergensesteenweg 708           | 50° 45′ 56″ nord, 4° 15′ 05″ est | 90726               | Téléverser                                    |
| (nl) Hof Sint-Elooi, monumentale hoeve                      |                       |                                  | Sint-Pieters-Leeuw    | Bergensesteenweg 710           | 50° 45′ 56″ nord, 4° 15′ 05″ est | 90726               | Téléverser                                    |
| (nl) Hoeve Renders                                          |                       |                                  | Sint-Pieters-Leeuw    | Bergensesteenweg 758           | 50° 45′ 40″ nord, 4° 15′ 05″ est | 90728               | Téléverser                                    |
| (nl) Schuur, thans woning                                   |                       |                                  | Sint-Pieters-Leeuw    | Bergensesteenweg 760           | 50° 45′ 39″ nord, 4° 15′ 06″ est | 90729               | Téléverser                                    |
| (nl) Schuur, thans woning                                   |                       |                                  | Sint-Pieters-Leeuw    | Bergensesteenweg 762           | 50° 45′ 39″ nord, 4° 15′ 06″ est | 90729               | Téléverser                                    |
| (nl) Moordkruis                                             |                       |                                  | Sint-Pieters-Leeuw    | Bergensesteenweg 775           | 50° 45′ 39″ nord, 4° 15′ 08″ est | 90730               | Téléverser                                    |
| (nl) Oude herberg                                           |                       |                                  | Sint-Pieters-Leeuw    | Bergensesteenweg 777           | 50° 45′ 38″ nord, 4° 15′ 10″ est | 90731               | Téléverser                                    |
| (nl) Kapel Heilig Hart                                      |                       |                                  | Sint-Pieters-Leeuw    | Bergensesteenweg               | 50° 45′ 38″ nord, 4° 15′ 08″ est | 90732               | Téléverser                                    |
| (nl) Sint-Corneliuskapel                                    |                       |                                  | Sint-Pieters-Leeuw    | Brabantsebaan                  | 50° 45′ 23″ nord, 4° 13′ 06″ est | 90735               | Téléverser                                    |
| (nl) Gietijzeren wegwijzer                                  |                       |                                  | Sint-Pieters-Leeuw    | Brabantsebaan                  | 50° 46′ 47″ nord, 4° 12′ 42″ est | 90736               | Téléverser                                    |
| (nl) Herberg In de Blauw                                    |                       |                                  | Sint-Pieters-Leeuw    | Brabantsebaan 327              | 50° 46′ 47″ nord, 4° 12′ 41″ est | 90737               | Téléverser                                    |
| (nl) Watertoren van 1933-1934                               |                       |                                  | Sint-Pieters-Leeuw    | Brusselbaan 430                | 50° 47′ 44″ nord, 4° 15′ 09″ est | 90738               | Téléverser                                    |
| (nl) U-Vormige hoeve                                        |                       |                                  | Sint-Pieters-Leeuw    | Camille Leunensstraat 48       | 50° 47′ 24″ nord, 4° 16′ 10″ est | 90739               | Téléverser                                    |
| (nl) U-Vormige hoeve                                        |                       |                                  | Sint-Pieters-Leeuw    | Camille Leunensstraat 59       | 50° 47′ 24″ nord, 4° 16′ 05″ est | 90740               | Téléverser                                    |
| (nl) Alleenstaande villa                                    |                       |                                  | Sint-Pieters-Leeuw    | Europalaan 2                   | 50° 46′ 28″ nord, 4° 14′ 50″ est | 90741               | Téléverser                                    |
| (nl) U-Vormige hoeve                                        |                       |                                  | Sint-Pieters-Leeuw    | Europalaan 122                 | 50° 45′ 58″ nord, 4° 15′ 02″ est | 90742               | Téléverser                                    |
| (nl) Pijlerkapel Onze-Lieve-Vrouw en de Goede Herder        |                       |                                  | Sint-Pieters-Leeuw    | Frans Pickéstraat              | 50° 45′ 53″ nord, 4° 14′ 28″ est | 90743               | Téléverser                                    |
| (nl) Begraafplaats                                          |                       |                                  | Sint-Pieters-Leeuw    | Galgstraat                     | 50° 47′ 03″ nord, 4° 15′ 48″ est | 90744               | Téléverser                                    |
| (nl) Burgerhuizen in spiegelbeeld                           |                       |                                  | Sint-Pieters-Leeuw    | Georges Wittouckstraat 10      | 50° 47′ 33″ nord, 4° 16′ 54″ est | 90745               | Téléverser                                    |
| (nl) Burgerhuizen in spiegelbeeld                           |                       |                                  | Sint-Pieters-Leeuw    | Georges Wittouckstraat 8       | 50° 47′ 33″ nord, 4° 16′ 54″ est | 90745               | Téléverser                                    |
| (nl) Villa met omringende tuin                              |                       |                                  | Sint-Pieters-Leeuw    | Georges Wittouckstraat 171     | 50° 47′ 19″ nord, 4° 16′ 29″ est | 90746               | Téléverser                                    |
| (nl) Kapel Heilige Benedictus                               |                       |                                  | Sint-Pieters-Leeuw    | Hemelrijkstraat                | 50° 46′ 51″ nord, 4° 12′ 59″ est | 90747               | Téléverser                                    |
| (nl) Herberg In de Oude Smis van Mekingen                   |                       |                                  | Sint-Pieters-Leeuw    | Jan Baptist Cardijnstraat 10   | 50° 45′ 51″ nord, 4° 13′ 42″ est | 90749               | Téléverser                                    |
| (nl) Hoevecomplex                                           |                       |                                  | Sint-Pieters-Leeuw    | Jan Baptist Cardijnstraat 18   | 50° 45′ 48″ nord, 4° 13′ 41″ est | 90750               | Téléverser                                    |
| (nl) Gesloten hoeve                                         |                       |                                  | Sint-Pieters-Leeuw    | Jan Baptist Troucheaustraat 33 | 50° 47′ 22″ nord, 4° 15′ 52″ est | 90752               | Téléverser                                    |
| (nl) Gesloten hoeve                                         |                       |                                  | Sint-Pieters-Leeuw    | Jan Vanderstraetenstraat 256   | 50° 47′ 27″ nord, 4° 16′ 17″ est | 90753               | Téléverser                                    |
| (nl) Kapel Onze-Lieve-Vrouw van Lourdes                     |                       |                                  | Sint-Pieters-Leeuw    | Joseph Depauwstraat            | 50° 46′ 39″ nord, 4° 14′ 47″ est | 90756               | Téléverser                                    |
| (nl) Personeelswoning van kasteel Coloma                    |                       |                                  | Sint-Pieters-Leeuw    | Joseph Depauwstraat 33         | 50° 46′ 38″ nord, 4° 14′ 49″ est | 90757               | Téléverser                                    |
| (nl) Personeelswoning van kasteel Coloma                    |                       |                                  | Sint-Pieters-Leeuw    | Joseph Depauwstraat 36         | 50° 46′ 38″ nord, 4° 14′ 46″ est | 90758               | Téléverser                                    |
| (nl) Personeelswoning van kasteel Coloma                    |                       |                                  | Sint-Pieters-Leeuw    | Joseph Depauwstraat 44         | 50° 46′ 38″ nord, 4° 14′ 46″ est | 90759               | Téléverser                                    |
| (nl) Personeelswoning van kasteel Coloma                    |                       |                                  | Sint-Pieters-Leeuw    | Joseph Depauwstraat 46         | 50° 46′ 38″ nord, 4° 14′ 46″ est | 90759               | Téléverser                                    |
| (nl) Twee woningen                                          |                       |                                  | Sint-Pieters-Leeuw    | Jules Sermonstraat 10          | 50° 46′ 39″ nord, 4° 14′ 32″ est | 90760               | Téléverser                                    |
| (nl) Twee woningen                                          |                       |                                  | Sint-Pieters-Leeuw    | Jules Sermonstraat 12          | 50° 46′ 39″ nord, 4° 14′ 32″ est | 90760               | Téléverser                                    |
| (nl) Klooster en kostschool Sint-Antonius van Padua         |                       |                                  | Sint-Pieters-Leeuw    | Jules Sermonstraat 15          | 50° 46′ 39″ nord, 4° 14′ 37″ est | 90761               | Téléverser                                    |
| (nl) Klooster en kostschool Sint-Antonius van Padua         |                       |                                  | Sint-Pieters-Leeuw    | Jules Sermonstraat 17          | 50° 46′ 39″ nord, 4° 14′ 37″ est | 90761               | Téléverser                                    |
| (nl) Kasteel Rattendaal en Hof te Zellik                    |                       |                                  | Sint-Pieters-Leeuw    | Kasteelstraat 20               | 50° 48′ 00″ nord, 4° 15′ 28″ est | 90762               | Téléverser                                    |
| (nl) Kasteel Rattendaal en Hof te Zellik                    |                       |                                  | Sint-Pieters-Leeuw    | Kasteelstraat 44               | 50° 48′ 00″ nord, 4° 15′ 28″ est | 90762               | Téléverser                                    |
| (nl) Kasteel Rattendaal en Hof te Zellik                    |                       |                                  | Sint-Pieters-Leeuw    | Kasteelstraat 46               | 50° 48′ 00″ nord, 4° 15′ 28″ est | 90762               | Téléverser                                    |
| (nl) Kasteel Rattendaal en Hof te Zellik                    |                       |                                  | Sint-Pieters-Leeuw    | Kasteelstraat 48               | 50° 48′ 00″ nord, 4° 15′ 28″ est | 90762               | Téléverser                                    |
| (nl) Schuur in leem- en vakwerkbouw                         |                       |                                  | Sint-Pieters-Leeuw    | Kasteelstraat 27               | 50° 48′ 03″ nord, 4° 15′ 22″ est | 90763               | Téléverser                                    |
| (nl) Gesloten hoeve                                         |                       |                                  | Sint-Pieters-Leeuw    | Kerkhofstraat 27               | 50° 47′ 08″ nord, 4° 15′ 30″ est | 90764               | Téléverser                                    |
| (nl) U-Vormige hoeve                                        |                       |                                  | Sint-Pieters-Leeuw    | Kerkhofstraat 44               | 50° 47′ 12″ nord, 4° 15′ 27″ est | 90765               | Téléverser                                    |
| (nl) Neerhof van de priorij Klein Bijgaarden                |                       |                                  | Sint-Pieters-Leeuw    | Klein-Bijgaardenstraat 21      | 50° 47′ 59″ nord, 4° 16′ 56″ est | 90767               | Téléverser                                    |
| (nl) Industrieel complex                                    |                       |                                  | Sint-Pieters-Leeuw    | Klein-Bijgaardenstraat 27      | 50° 47′ 56″ nord, 4° 16′ 55″ est | 90768               | Téléverser                                    |
| (nl) Burgerhuis                                             |                       |                                  | Sint-Pieters-Leeuw    | Leon Kreperlaan 14             | 50° 48′ 21″ nord, 4° 17′ 14″ est | 90770               | Téléverser                                    |
| (nl) Kapel Onze-Lieve-Vrouw van Lourdes                     |                       |                                  | Sint-Pieters-Leeuw    | Lotstraat                      | 50° 46′ 40″ nord, 4° 15′ 28″ est | 90771               | Téléverser                                    |
| (nl) De Stulp, boerenhuisje                                 |                       |                                  | Sint-Pieters-Leeuw    | Mekingenweg 122                | 50° 46′ 12″ nord, 4° 14′ 08″ est | 90772               | Téléverser                                    |
| (nl) Woonstalhuis met boomgaard                             |                       |                                  | Sint-Pieters-Leeuw    | Oudenakenstraat 20             | 50° 46′ 38″ nord, 4° 13′ 29″ est | 90774               | Téléverser                                    |
| (nl) Woonstalhuis                                           |                       |                                  | Sint-Pieters-Leeuw    | Oudenakenstraat 25             | 50° 46′ 43″ nord, 4° 13′ 21″ est | 90775               | Téléverser                                    |
| (nl) Woonstalhuis                                           |                       |                                  | Sint-Pieters-Leeuw    | Oudenakenstraat 27             | 50° 46′ 43″ nord, 4° 13′ 21″ est | 90775               | Téléverser                                    |
| (nl) Hoeve (voormalige)                                     |                       |                                  | Sint-Pieters-Leeuw    | Pastorijstraat 1               | 50° 46′ 49″ nord, 4° 14′ 36″ est | 90776               | Téléverser                                    |
| (nl) Gemeentehuis (voormalig)                               |                       |                                  | Sint-Pieters-Leeuw    | Pastorijstraat 2               | 50° 46′ 47″ nord, 4° 14′ 38″ est | 90777               | Téléverser                                    |
| (nl) Monument voor de gesneuvelden                          |                       |                                  | Sint-Pieters-Leeuw    | Pastorijstraat                 | 50° 46′ 47″ nord, 4° 14′ 38″ est | 90778               | Téléverser                                    |
| (nl) Gemeentelijke jongensschool (voormalige)               |                       |                                  | Sint-Pieters-Leeuw    | Pastorijstraat 4               | 50° 46′ 48″ nord, 4° 14′ 39″ est | 90779               | Téléverser                                    |
| (nl) Burgerhuis                                             |                       |                                  | Sint-Pieters-Leeuw    | Pastorijstraat 5               | 50° 46′ 49″ nord, 4° 14′ 37″ est | 90780               | Téléverser                                    |
| (nl) Vrijstaande villa                                      |                       |                                  | Sint-Pieters-Leeuw    | Pepingensesteenweg 20          | 50° 46′ 28″ nord, 4° 14′ 45″ est | 90782               | Téléverser                                    |
| (nl) Semi-gesloten hoevecomplex                             |                       |                                  | Sint-Pieters-Leeuw    | Pepingensesteenweg 190         | 50° 45′ 57″ nord, 4° 13′ 42″ est | 90783               | Téléverser                                    |
| (nl) Marchand de Bières                                     |                       |                                  | Sint-Pieters-Leeuw    | Petrus Basteleusstraat 43      | 50° 47′ 12″ nord, 4° 16′ 27″ est | 90785               | Téléverser                                    |
| (nl) Gesloten hoevecomplex                                  |                       |                                  | Sint-Pieters-Leeuw    | Petrus Huysegomsstraat 21      | 50° 47′ 45″ nord, 4° 15′ 45″ est | 90786               | Téléverser                                    |
| (nl) L-Vormig hoevecomplex                                  |                       |                                  | Sint-Pieters-Leeuw    | Pijnbroekstraat                | 50° 45′ 51″ nord, 4° 14′ 51″ est | 90787               | Téléverser                                    |
| (nl) Hoevecomplex                                           |                       |                                  | Sint-Pieters-Leeuw    | Rattendaal 23                  | 50° 48′ 14″ nord, 4° 15′ 22″ est | 90790               | Téléverser                                    |
| (nl) Hoekpand, voorheen herberg Den Hert                    |                       |                                  | Sint-Pieters-Leeuw    | Rink 3                         | 50° 46′ 47″ nord, 4° 14′ 39″ est | 90792               | Téléverser                                    |
| (nl) Hoekpand, voorheen herberg Den Hert                    |                       |                                  | Sint-Pieters-Leeuw    | Rink 4                         | 50° 46′ 47″ nord, 4° 14′ 39″ est | 90792               | Téléverser                                    |
| (nl) Herberg In het Lam (voormalige)                        |                       |                                  | Sint-Pieters-Leeuw    | Rink 27                        | 50° 46′ 43″ nord, 4° 14′ 34″ est | 90795               | Téléverser                                    |
| (nl) Woning, breedhuis                                      |                       |                                  | Sint-Pieters-Leeuw    | Rink 28                        | 50° 46′ 43″ nord, 4° 14′ 34″ est | 90796               | Téléverser                                    |
| (nl) Herenhuis                                              |                       |                                  | Sint-Pieters-Leeuw    | Rink 29                        | 50° 46′ 43″ nord, 4° 14′ 35″ est | 90797               | Téléverser                                    |
| (nl) Herberg 't Leeuwke                                     |                       |                                  | Sint-Pieters-Leeuw    | Rink 47                        | 50° 46′ 47″ nord, 4° 14′ 37″ est | 90798               | Téléverser                                    |
| (nl) Chalet des Roses, burgerhuis                           |                       |                                  | Sint-Pieters-Leeuw    | Ruisbroeksesteenweg 89         | 50° 47′ 20″ nord, 4° 17′ 05″ est | 90799               | Téléverser                                    |
| (nl) Burgerhuis van 1922                                    |                       |                                  | Sint-Pieters-Leeuw    | Ruisbroeksesteenweg 110        | 50° 47′ 18″ nord, 4° 17′ 10″ est | 90800               | Téléverser                                    |
| (nl) Burgerhuizen in spiegelbeeldschema                     |                       |                                  | Sint-Pieters-Leeuw    | Ruisbroeksesteenweg 111        | 50° 47′ 21″ nord, 4° 17′ 09″ est | 90801               | Téléverser                                    |
| (nl) Burgerhuizen in spiegelbeeldschema                     |                       |                                  | Sint-Pieters-Leeuw    | Ruisbroeksesteenweg 113        | 50° 47′ 21″ nord, 4° 17′ 09″ est | 90801               | Téléverser                                    |
| (nl) Tuinierswoning kasteel Coloma                          |                       |                                  | Sint-Pieters-Leeuw    | Sint-Sebastiaansstraat 12      | 50° 46′ 40″ nord, 4° 14′ 55″ est | 90802               | Téléverser                                    |
| (nl) Onderwijzerswoning en gemeenteschool                   |                       |                                  | Sint-Pieters-Leeuw    | Slesbroekstraat 44             | 50° 47′ 57″ nord, 4° 16′ 26″ est | 90803               | Téléverser                                    |
| (nl) Sint-Rochuskapel                                       |                       |                                  | Sint-Pieters-Leeuw    | Slesbroekstraat                | 50° 47′ 54″ nord, 4° 16′ 20″ est | 90804               | Téléverser                                    |
| (nl) Gemeenteschool Den Top                                 |                       |                                  | Sint-Pieters-Leeuw    | Topstraat 15                   | 50° 46′ 41″ nord, 4° 14′ 29″ est | 90805               | Téléverser                                    |
| (nl) Burgerhuis                                             |                       |                                  | Sint-Pieters-Leeuw    | Topstraat 135                  | 50° 46′ 30″ nord, 4° 14′ 04″ est | 90806               | Téléverser                                    |
| (nl) Aaneengesloten hoevecomplex                            |                       |                                  | Sint-Pieters-Leeuw    | Victor Maloustraat 66          | 50° 46′ 11″ nord, 4° 13′ 36″ est | 90808               | Téléverser                                    |
| (nl) Langgestrekte hoeve                                    |                       |                                  | Sint-Pieters-Leeuw    | Victor Maloustraat 68          | 50° 46′ 10″ nord, 4° 13′ 34″ est | 90809               | Téléverser                                    |
| (nl) Nieuw Kasteel van Rukkelingen                          |                       |                                  | Sint-Pieters-Leeuw    | Victor Maloustraat 69          | 50° 46′ 08″ nord, 4° 13′ 44″ est | 90810               | Téléverser                                    |
| (nl) Nieuw Kasteel van Rukkelingen                          |                       |                                  | Sint-Pieters-Leeuw    | Victor Maloustraat 71          | 50° 46′ 08″ nord, 4° 13′ 44″ est | 90810               | Téléverser                                    |
| (nl) Zendstation                                            |                       |                                  | Sint-Pieters-Leeuw    | Victor Maloustraat 80          | 50° 46′ 04″ nord, 4° 13′ 27″ est | 90811               | Téléverser                                    |
| (nl) Gesloten hoeve                                         |                       |                                  | Sint-Pieters-Leeuw    | Victor Nonnemanstraat 42       | 50° 47′ 08″ nord, 4° 14′ 38″ est | 90814               | Téléverser                                    |
| (nl) Gesloten hoeve                                         |                       |                                  | Sint-Pieters-Leeuw    | Victor Nonnemanstraat 44       | 50° 47′ 08″ nord, 4° 14′ 38″ est | 90814               | Téléverser                                    |
| (nl) Gesloten hoeve                                         |                       |                                  | Sint-Pieters-Leeuw    | Victor Nonnemanstraat 46       | 50° 47′ 08″ nord, 4° 14′ 38″ est | 90814               | Téléverser                                    |
| (nl) Parochiekerk Sint-Stefanus                             |                       |                                  | Sint-Pieters-Leeuw    | Weerstandsplein                | 50° 48′ 17″ nord, 4° 17′ 04″ est | 90816               | Téléverser                                    |
| (nl) Kasteel Nieuwenhove                                    |                       |                                  | Sint-Pieters-Leeuw    | Zuundallaan 35                 | 50° 47′ 09″ nord, 4° 15′ 05″ est | 90817               | Téléverser                                    |
| (nl) Kasteelhoeve Nieuwenhoven (voormalige)                 |                       |                                  | Sint-Pieters-Leeuw    | Zuundallaan 37                 | 50° 47′ 08″ nord, 4° 15′ 06″ est | 90818               | Téléverser                                    |
| (nl) Pastorie                                               |                       |                                  | Oudenaken             | Baasbergstraat 70              | 50° 46′ 51″ nord, 4° 11′ 59″ est | 90820               | Téléverser                                    |
| (nl) Dubbelschooltje met onderwijzerswoning en gemeentehuis |                       |                                  | Oudenaken             | Gaasbeekstraat 2               | 50° 46′ 50″ nord, 4° 11′ 53″ est | 90822               | Téléverser                                    |
| (nl) Gietijzeren wegwijzer                                  |                       |                                  | Oudenaken             | Gaasbeekstraat                 | 50° 46′ 50″ nord, 4° 11′ 53″ est | 90823               | Téléverser                                    |
| (nl) Gesloten hoeve                                         |                       |                                  | Oudenaken             | Jan Vandersteenstraat 1        | 50° 46′ 47″ nord, 4° 11′ 56″ est | 90824               | Téléverser                                    |
| (nl) Dorpshoeve                                             |                       |                                  | Oudenaken             | Jan Vandersteenstraat 5        | 50° 46′ 41″ nord, 4° 11′ 55″ est | 90825               | Téléverser                                    |
| (nl) U-Vormige hoeve                                        |                       |                                  | Oudenaken             | Jan Vandersteenstraat 6        | 50° 46′ 40″ nord, 4° 11′ 59″ est | 90826               | Téléverser                                    |
| (nl) Hoeve met ommuurd voortuintje                          |                       |                                  | Oudenaken             | Pelikaanberg 40                | 50° 46′ 27″ nord, 4° 11′ 05″ est | 90827               | Téléverser                                    |
| (nl) Kapel Sint-Pieters-Banden                              |                       |                                  | Oudenaken             | Pelikaanberg                   | 50° 46′ 27″ nord, 4° 11′ 04″ est | 90828               | Téléverser                                    |
| (nl) Kleine wegkapel                                        |                       |                                  | Oudenaken             | Schamelbeekstraat              | 50° 46′ 41″ nord, 4° 12′ 00″ est | 90829               | Téléverser                                    |
| (nl) Burgerhuis                                             |                       |                                  | Ruisbroek             | Boomkwekerijstraat 7           | 50° 47′ 25″ nord, 4° 17′ 41″ est | 90830               | Téléverser                                    |
| (nl) Rijhuizen in repeterend schema                         |                       |                                  | Ruisbroek             | Boomkwekerijstraat 11          | 50° 47′ 23″ nord, 4° 17′ 40″ est | 90831               | Téléverser                                    |
| (nl) Rijhuizen in repeterend schema                         |                       |                                  | Ruisbroek             | Boomkwekerijstraat 13          | 50° 47′ 23″ nord, 4° 17′ 40″ est | 90831               | Téléverser                                    |
| (nl) Rijhuizen in repeterend schema                         |                       |                                  | Ruisbroek             | Boomkwekerijstraat 15          | 50° 47′ 23″ nord, 4° 17′ 40″ est | 90831               | Téléverser                                    |
| (nl) Rijhuizen in repeterend schema                         |                       |                                  | Ruisbroek             | Boomkwekerijstraat 17          | 50° 47′ 23″ nord, 4° 17′ 40″ est | 90831               | Téléverser                                    |
| (nl) Rijhuizen in repeterend schema                         |                       |                                  | Ruisbroek             | Boomkwekerijstraat 19          | 50° 47′ 23″ nord, 4° 17′ 40″ est | 90831               | Téléverser                                    |
| (nl) Rijhuizen in repeterend schema                         |                       |                                  | Ruisbroek             | Boomkwekerijstraat 21          | 50° 47′ 23″ nord, 4° 17′ 40″ est | 90831               | Téléverser                                    |
| (nl) Rijhuizen in repeterend schema                         |                       |                                  | Ruisbroek             | Boomkwekerijstraat 23          | 50° 47′ 23″ nord, 4° 17′ 40″ est | 90831               | Téléverser                                    |
| (nl) Rijhuizen in repeterend schema                         |                       |                                  | Ruisbroek             | Boomkwekerijstraat 25          | 50° 47′ 23″ nord, 4° 17′ 40″ est | 90831               | Téléverser                                    |
| (nl) Vrijstaande dorpswoning                                |                       |                                  | Ruisbroek             | Boomkwekerijstraat 27          | 50° 47′ 22″ nord, 4° 17′ 39″ est | 90832               | Téléverser                                    |
| (nl) Arbeidershuizen in repeterend schema                   |                       |                                  | Ruisbroek             | Boomkwekerijstraat 35          | 50° 47′ 19″ nord, 4° 17′ 37″ est | 90833               | Téléverser                                    |
| (nl) Arbeidershuizen in repeterend schema                   |                       |                                  | Ruisbroek             | Boomkwekerijstraat 37          | 50° 47′ 19″ nord, 4° 17′ 37″ est | 90833               | Téléverser                                    |
| (nl) Arbeidershuizen in repeterend schema                   |                       |                                  | Ruisbroek             | Boomkwekerijstraat 39          | 50° 47′ 19″ nord, 4° 17′ 37″ est | 90833               | Téléverser                                    |
| (nl) Arbeidershuizen in repeterend schema                   |                       |                                  | Ruisbroek             | Boomkwekerijstraat 41          | 50° 47′ 19″ nord, 4° 17′ 37″ est | 90833               | Téléverser                                    |
| (nl) Arbeidershuizen in repeterend schema                   |                       |                                  | Ruisbroek             | Boomkwekerijstraat 43          | 50° 47′ 19″ nord, 4° 17′ 37″ est | 90833               | Téléverser                                    |
| (nl) Burgerhuis van 1922                                    |                       |                                  | Ruisbroek             | Boomkwekerijstraat 45          | 50° 47′ 19″ nord, 4° 17′ 36″ est | 90834               | Téléverser                                    |
| (nl) Vrije Basisschool Jan Ruusbroec                        |                       |                                  | Ruisbroek             | Fabriekstraat 3                | 50° 47′ 10″ nord, 4° 17′ 49″ est | 90835               | Téléverser                                    |
| (nl) Kapel Onze-Lieve-Vrouw van Vrede                       |                       |                                  | Ruisbroek             | Fabriekstraat                  | 50° 46′ 53″ nord, 4° 17′ 22″ est | 90837               | Téléverser                                    |
| (nl) Gekoppelde eengezinswoningen                           |                       |                                  | Ruisbroek             | Fabriekstraat 151              | 50° 46′ 53″ nord, 4° 17′ 21″ est | 90838               | Téléverser                                    |
| (nl) Gekoppelde eengezinswoningen                           |                       |                                  | Ruisbroek             | Fabriekstraat 153              | 50° 46′ 53″ nord, 4° 17′ 21″ est | 90838               | Téléverser                                    |
| (nl) Gekoppelde eengezinswoningen                           |                       |                                  | Ruisbroek             | Fabriekstraat 155              | 50° 46′ 53″ nord, 4° 17′ 21″ est | 90838               | Téléverser                                    |
| (nl) Gekoppelde eengezinswoningen                           |                       |                                  | Ruisbroek             | Fabriekstraat 157              | 50° 46′ 53″ nord, 4° 17′ 21″ est | 90838               | Téléverser                                    |
| (nl) Gekoppelde eengezinswoningen                           |                       |                                  | Ruisbroek             | Fabriekstraat 159              | 50° 46′ 53″ nord, 4° 17′ 21″ est | 90838               | Téléverser                                    |
| (nl) Gekoppelde eengezinswoningen                           |                       |                                  | Ruisbroek             | Fabriekstraat 161              | 50° 46′ 53″ nord, 4° 17′ 21″ est | 90838               | Téléverser                                    |
| (nl) Gekoppelde eengezinswoningen                           |                       |                                  | Ruisbroek             | Fabriekstraat 163              | 50° 46′ 53″ nord, 4° 17′ 21″ est | 90838               | Téléverser                                    |
| (nl) Gekoppelde eengezinswoningen                           |                       |                                  | Ruisbroek             | Fabriekstraat 165              | 50° 46′ 53″ nord, 4° 17′ 21″ est | 90838               | Téléverser                                    |
| (nl) Gekoppelde eengezinswoningen                           |                       |                                  | Ruisbroek             | Fabriekstraat 167              | 50° 46′ 53″ nord, 4° 17′ 21″ est | 90838               | Téléverser                                    |
| (nl) Gekoppelde eengezinswoningen                           |                       |                                  | Ruisbroek             | Fabriekstraat 169              | 50° 46′ 53″ nord, 4° 17′ 21″ est | 90838               | Téléverser                                    |
| (nl) Spoorwachterhuisje                                     |                       |                                  | Ruisbroek             | Fabriekstraat 341              | 50° 46′ 41″ nord, 4° 17′ 06″ est | 90840               | Téléverser                                    |
| (nl) Semi-gesloten hoeve                                    |                       |                                  | Ruisbroek             | Groot-Bijgaardenstraat 252     | 50° 47′ 37″ nord, 4° 17′ 37″ est | 90841               | Téléverser                                    |
| (nl) Begraafplaats                                          |                       |                                  | Ruisbroek             | Groot-Bijgaardenstraat         | 50° 47′ 25″ nord, 4° 17′ 21″ est | 90842               | Téléverser                                    |
| (nl) Typische rijwoning                                     |                       |                                  | Ruisbroek             | Jan Ruusbroecstraat 23         | 50° 47′ 16″ nord, 4° 17′ 41″ est | 90844               | Téléverser                                    |
| (nl) Typische rijwoning                                     |                       |                                  | Ruisbroek             | Jan Ruusbroecstraat 25         | 50° 47′ 16″ nord, 4° 17′ 41″ est | 90844               | Téléverser                                    |
| (nl) Kasteeltje, woning van toondichter Paul Gilson         |                       |                                  | Ruisbroek             | Jan Ruusbroecstraat 45         | 50° 47′ 14″ nord, 4° 17′ 41″ est | 90845               | Téléverser                                    |
| (nl) Eenvoudig rijhuis                                      |                       |                                  | Ruisbroek             | Karel Gilsonstraat 4           | 50° 47′ 22″ nord, 4° 17′ 52″ est | 90846               | Téléverser                                    |
| (nl) Halfvrijstaand burgerhuis                              |                       |                                  | Ruisbroek             | Karel Gilsonstraat 11          | 50° 47′ 22″ nord, 4° 17′ 55″ est | 90847               | Téléverser                                    |
| (nl) Vrijstaand burgerhuis                                  |                       |                                  | Ruisbroek             | Karel Gilsonstraat 13          | 50° 47′ 21″ nord, 4° 17′ 55″ est | 90848               | Téléverser                                    |
| (nl) Kasteel De Helle                                       | Oui                   |                                  | Ruisbroek             | Karel Gilsonstraat 15          | 50° 47′ 19″ nord, 4° 17′ 56″ est | 90849               | Téléverser                                    |
| (nl) Portiers- of hovenierswoning kasteel De Helle          | Oui                   |                                  | Ruisbroek             | Karel Gilsonstraat 17          | 50° 47′ 17″ nord, 4° 17′ 53″ est | 90850               | Téléverser                                    |
| (nl) Portiers- of hovenierswoning kasteel De Helle          | Oui                   |                                  | Ruisbroek             | Karel Gilsonstraat 19          | 50° 47′ 17″ nord, 4° 17′ 53″ est | 90850               | Téléverser                                    |
| (nl) Parochiekerk Jan Ruusbroec en Onze-Lieve-Vrouw         |                       |                                  | Ruisbroek             | Kerkplein                      | 50° 47′ 24″ nord, 4° 17′ 53″ est | 90851               | Téléverser                                    |
| (nl) Monument voor de gesneuvelden                          |                       |                                  | Ruisbroek             | Kerkplein                      | 50° 47′ 24″ nord, 4° 17′ 52″ est | 90852               | Téléverser                                    |
| (nl) Burgerhuis                                             |                       |                                  | Ruisbroek             | Kerkplein 34                   | 50° 47′ 23″ nord, 4° 17′ 52″ est | 90854               | Téléverser                                    |
| (nl) Pastorie                                               |                       |                                  | Ruisbroek             | Kerkplein 38                   | 50° 47′ 23″ nord, 4° 17′ 50″ est | 90855               | Téléverser                                    |
| (nl) Eclectisch getinte rijhuizen                           |                       |                                  | Ruisbroek             | Kerkplein 40                   | 50° 47′ 24″ nord, 4° 17′ 50″ est | 90856               | Téléverser                                    |
| (nl) Eclectisch getinte rijhuizen                           |                       |                                  | Ruisbroek             | Kerkplein 41                   | 50° 47′ 24″ nord, 4° 17′ 50″ est | 90856               | Téléverser                                    |
| (nl) Xaverianenzaal, naderhand parochiehuis                 |                       |                                  | Ruisbroek             | Kerkstraat 31                  | 50° 47′ 19″ nord, 4° 17′ 51″ est | 90857               | Téléverser                                    |
| (nl) Burgerhuis                                             |                       |                                  | Ruisbroek             | Kerkstraat 65                  | 50° 47′ 16″ nord, 4° 17′ 49″ est | 90858               | Téléverser                                    |
| (nl) Burgerhuis                                             |                       |                                  | Ruisbroek             | Kerkstraat 66                  | 50° 47′ 17″ nord, 4° 17′ 45″ est | 90859               | Téléverser                                    |
| (nl) Burgerhuis                                             |                       |                                  | Ruisbroek             | Kerkstraat 70                  | 50° 47′ 16″ nord, 4° 17′ 47″ est | 90860               | Téléverser                                    |
| (nl) Directeurswoning Moulins de Ruysbroeck                 |                       |                                  | Ruisbroek             | Meerweg 93                     | 50° 47′ 12″ nord, 4° 17′ 22″ est | 90861               | Téléverser                                    |
| (nl) Graanmaalderij Moulins de Ruysbroeck                   |                       |                                  | Ruisbroek             | Meerweg 95                     | 50° 47′ 10″ nord, 4° 17′ 21″ est | 90862               | Téléverser                                    |
| (nl) Graanmaalderij Moulins de Ruysbroeck                   |                       |                                  | Ruisbroek             | Meerweg 97                     | 50° 47′ 10″ nord, 4° 17′ 21″ est | 90862               | Téléverser                                    |
| (nl) Sociale woningbouw                                     |                       |                                  | Ruisbroek             | Jan Ruusbroecstraat 1          | 50° 47′ 18″ nord, 4° 17′ 38″ est | 90863               | Téléverser                                    |
| (nl) Sociale woningbouw                                     |                       |                                  | Ruisbroek             | Jan Ruusbroecstraat 10         | 50° 47′ 18″ nord, 4° 17′ 38″ est | 90863               | Téléverser                                    |
| (nl) Sociale woningbouw                                     |                       |                                  | Ruisbroek             | Jan Ruusbroecstraat 2          | 50° 47′ 18″ nord, 4° 17′ 38″ est | 90863               | Téléverser                                    |
| (nl) Sociale woningbouw                                     |                       |                                  | Ruisbroek             | Jan Ruusbroecstraat 3          | 50° 47′ 18″ nord, 4° 17′ 38″ est | 90863               | Téléverser                                    |
| (nl) Sociale woningbouw                                     |                       |                                  | Ruisbroek             | Jan Ruusbroecstraat 4          | 50° 47′ 18″ nord, 4° 17′ 38″ est | 90863               | Téléverser                                    |
| (nl) Sociale woningbouw                                     |                       |                                  | Ruisbroek             | Jan Ruusbroecstraat 5          | 50° 47′ 18″ nord, 4° 17′ 38″ est | 90863               | Téléverser                                    |
| (nl) Sociale woningbouw                                     |                       |                                  | Ruisbroek             | Jan Ruusbroecstraat 6          | 50° 47′ 18″ nord, 4° 17′ 38″ est | 90863               | Téléverser                                    |
| (nl) Sociale woningbouw                                     |                       |                                  | Ruisbroek             | Jan Ruusbroecstraat 7          | 50° 47′ 18″ nord, 4° 17′ 38″ est | 90863               | Téléverser                                    |
| (nl) Sociale woningbouw                                     |                       |                                  | Ruisbroek             | Jan Ruusbroecstraat 8          | 50° 47′ 18″ nord, 4° 17′ 38″ est | 90863               | Téléverser                                    |
| (nl) Sociale woningbouw                                     |                       |                                  | Ruisbroek             | Jan Ruusbroecstraat 9          | 50° 47′ 18″ nord, 4° 17′ 38″ est | 90863               | Téléverser                                    |
| (nl) Sociale woningbouw                                     |                       |                                  | Ruisbroek             | Pieter Cornelisstraat 11       | 50° 47′ 18″ nord, 4° 17′ 38″ est | 90863               | Téléverser                                    |
| (nl) Sociale woningbouw                                     |                       |                                  | Ruisbroek             | Pieter Cornelisstraat 13       | 50° 47′ 18″ nord, 4° 17′ 38″ est | 90863               | Téléverser                                    |
| (nl) Sociale woningbouw                                     |                       |                                  | Ruisbroek             | Pieter Cornelisstraat 15       | 50° 47′ 18″ nord, 4° 17′ 38″ est | 90863               | Téléverser                                    |
| (nl) Sociale woningbouw                                     |                       |                                  | Ruisbroek             | Pieter Cornelisstraat 17       | 50° 47′ 18″ nord, 4° 17′ 38″ est | 90863               | Téléverser                                    |
| (nl) Sociale woningbouw                                     |                       |                                  | Ruisbroek             | Pieter Cornelisstraat 19       | 50° 47′ 18″ nord, 4° 17′ 38″ est | 90863               | Téléverser                                    |
| (nl) Sociale woningbouw                                     |                       |                                  | Ruisbroek             | Pieter Cornelisstraat 21       | 50° 47′ 18″ nord, 4° 17′ 38″ est | 90863               | Téléverser                                    |
| (nl) Sociale woningbouw                                     |                       |                                  | Ruisbroek             | Pieter Cornelisstraat 23       | 50° 47′ 18″ nord, 4° 17′ 38″ est | 90863               | Téléverser                                    |
| (nl) Sociale woningbouw                                     |                       |                                  | Ruisbroek             | Pieter Cornelisstraat 25       | 50° 47′ 18″ nord, 4° 17′ 38″ est | 90863               | Téléverser                                    |
| (nl) Sociale woningbouw                                     |                       |                                  | Ruisbroek             | Pieter Cornelisstraat 27       | 50° 47′ 18″ nord, 4° 17′ 38″ est | 90863               | Téléverser                                    |
| (nl) Sociale woningbouw                                     |                       |                                  | Ruisbroek             | Pieter Cornelisstraat 29       | 50° 47′ 18″ nord, 4° 17′ 38″ est | 90863               | Téléverser                                    |
| (nl) Sociale woningbouw                                     |                       |                                  | Ruisbroek             | Pieter Cornelisstraat 31       | 50° 47′ 18″ nord, 4° 17′ 38″ est | 90863               | Téléverser                                    |
| (nl) Sociale woningbouw                                     |                       |                                  | Ruisbroek             | Pieter Cornelisstraat 33       | 50° 47′ 18″ nord, 4° 17′ 38″ est | 90863               | Téléverser                                    |
| (nl) Sociale woningbouw                                     |                       |                                  | Ruisbroek             | Pieter Cornelisstraat 35       | 50° 47′ 18″ nord, 4° 17′ 38″ est | 90863               | Téléverser                                    |
| (nl) Sociale woningbouw                                     |                       |                                  | Ruisbroek             | Pieter Cornelisstraat 37       | 50° 47′ 18″ nord, 4° 17′ 38″ est | 90863               | Téléverser                                    |
| (nl) Sociale woningbouw                                     |                       |                                  | Ruisbroek             | Pieter Cornelisstraat 39       | 50° 47′ 18″ nord, 4° 17′ 38″ est | 90863               | Téléverser                                    |
| (nl) Sociale woningbouw                                     |                       |                                  | Ruisbroek             | Pieter Cornelisstraat 61       | 50° 47′ 18″ nord, 4° 17′ 38″ est | 90863               | Téléverser                                    |
| (nl) Sociale woningbouw                                     |                       |                                  | Ruisbroek             | Pieter Cornelisstraat 63       | 50° 47′ 18″ nord, 4° 17′ 38″ est | 90863               | Téléverser                                    |
| (nl) Sociale woningbouw                                     |                       |                                  | Ruisbroek             | Pieter Cornelisstraat 65       | 50° 47′ 18″ nord, 4° 17′ 38″ est | 90863               | Téléverser                                    |
| (nl) Sociale woningbouw                                     |                       |                                  | Ruisbroek             | Pieter Cornelisstraat 67       | 50° 47′ 18″ nord, 4° 17′ 38″ est | 90863               | Téléverser                                    |
| (nl) Sociale woningbouw                                     |                       |                                  | Ruisbroek             | Pieter Cornelisstraat 69       | 50° 47′ 18″ nord, 4° 17′ 38″ est | 90863               | Téléverser                                    |
| (nl) Sociale woningbouw                                     |                       |                                  | Ruisbroek             | Pieter Cornelisstraat 71       | 50° 47′ 18″ nord, 4° 17′ 38″ est | 90863               | Téléverser                                    |
| (nl) Sociale woningbouw                                     |                       |                                  | Ruisbroek             | Pieter Cornelisstraat 73       | 50° 47′ 18″ nord, 4° 17′ 38″ est | 90863               | Téléverser                                    |
| (nl) Sociale woningbouw                                     |                       |                                  | Ruisbroek             | Pieter Cornelisstraat 75       | 50° 47′ 18″ nord, 4° 17′ 38″ est | 90863               | Téléverser                                    |
| (nl) Sociale woningbouw                                     |                       |                                  | Ruisbroek             | Pieter Cornelisstraat 77       | 50° 47′ 18″ nord, 4° 17′ 38″ est | 90863               | Téléverser                                    |
| (nl) Sociale woningbouw                                     |                       |                                  | Ruisbroek             | Pieter Cornelisstraat 9        | 50° 47′ 18″ nord, 4° 17′ 38″ est | 90863               | Téléverser                                    |
| (nl) Symmetrisch uitgewerkte hoekwoningen                   |                       |                                  | Ruisbroek             | Jan Ruusbroecstraat 1          | 50° 47′ 18″ nord, 4° 17′ 40″ est | 90864               | Téléverser                                    |
| (nl) Symmetrisch uitgewerkte hoekwoningen                   |                       |                                  | Ruisbroek             | Jan Ruusbroecstraat 10         | 50° 47′ 18″ nord, 4° 17′ 40″ est | 90864               | Téléverser                                    |
| (nl) Symmetrisch uitgewerkte hoekwoningen                   |                       |                                  | Ruisbroek             | Jan Ruusbroecstraat 2          | 50° 47′ 18″ nord, 4° 17′ 40″ est | 90864               | Téléverser                                    |
| (nl) Symmetrisch uitgewerkte hoekwoningen                   |                       |                                  | Ruisbroek             | Jan Ruusbroecstraat 3          | 50° 47′ 18″ nord, 4° 17′ 40″ est | 90864               | Téléverser                                    |
| (nl) Symmetrisch uitgewerkte hoekwoningen                   |                       |                                  | Ruisbroek             | Jan Ruusbroecstraat 4          | 50° 47′ 18″ nord, 4° 17′ 40″ est | 90864               | Téléverser                                    |
| (nl) Symmetrisch uitgewerkte hoekwoningen                   |                       |                                  | Ruisbroek             | Jan Ruusbroecstraat 5          | 50° 47′ 18″ nord, 4° 17′ 40″ est | 90864               | Téléverser                                    |
| (nl) Symmetrisch uitgewerkte hoekwoningen                   |                       |                                  | Ruisbroek             | Jan Ruusbroecstraat 6          | 50° 47′ 18″ nord, 4° 17′ 40″ est | 90864               | Téléverser                                    |
| (nl) Symmetrisch uitgewerkte hoekwoningen                   |                       |                                  | Ruisbroek             | Jan Ruusbroecstraat 7          | 50° 47′ 18″ nord, 4° 17′ 40″ est | 90864               | Téléverser                                    |
| (nl) Symmetrisch uitgewerkte hoekwoningen                   |                       |                                  | Ruisbroek             | Jan Ruusbroecstraat 8          | 50° 47′ 18″ nord, 4° 17′ 40″ est | 90864               | Téléverser                                    |
| (nl) Symmetrisch uitgewerkte hoekwoningen                   |                       |                                  | Ruisbroek             | Jan Ruusbroecstraat 9          | 50° 47′ 18″ nord, 4° 17′ 40″ est | 90864               | Téléverser                                    |
| (nl) Symmetrisch uitgewerkte hoekwoningen                   |                       |                                  | Ruisbroek             | Pieter Cornelisstraat 41       | 50° 47′ 18″ nord, 4° 17′ 40″ est | 90864               | Téléverser                                    |
| (nl) Symmetrisch uitgewerkte hoekwoningen                   |                       |                                  | Ruisbroek             | Pieter Cornelisstraat 43       | 50° 47′ 18″ nord, 4° 17′ 40″ est | 90864               | Téléverser                                    |
| (nl) Symmetrisch uitgewerkte hoekwoningen                   |                       |                                  | Ruisbroek             | Pieter Cornelisstraat 45       | 50° 47′ 18″ nord, 4° 17′ 40″ est | 90864               | Téléverser                                    |
| (nl) Symmetrisch uitgewerkte hoekwoningen                   |                       |                                  | Ruisbroek             | Pieter Cornelisstraat 47       | 50° 47′ 18″ nord, 4° 17′ 40″ est | 90864               | Téléverser                                    |
| (nl) Symmetrisch uitgewerkte hoekwoningen                   |                       |                                  | Ruisbroek             | Pieter Cornelisstraat 53       | 50° 47′ 18″ nord, 4° 17′ 40″ est | 90864               | Téléverser                                    |
| (nl) Symmetrisch uitgewerkte hoekwoningen                   |                       |                                  | Ruisbroek             | Pieter Cornelisstraat 55       | 50° 47′ 18″ nord, 4° 17′ 40″ est | 90864               | Téléverser                                    |
| (nl) Symmetrisch uitgewerkte hoekwoningen                   |                       |                                  | Ruisbroek             | Pieter Cornelisstraat 57       | 50° 47′ 18″ nord, 4° 17′ 40″ est | 90864               | Téléverser                                    |
| (nl) Symmetrisch uitgewerkte hoekwoningen                   |                       |                                  | Ruisbroek             | Pieter Cornelisstraat 59       | 50° 47′ 18″ nord, 4° 17′ 40″ est | 90864               | Téléverser                                    |
| (nl) Gemeentelijke meisjesschool (voormalige)               |                       |                                  | Ruisbroek             | Schoolstraat 12                | 50° 47′ 05″ nord, 4° 17′ 33″ est | 90865               | Téléverser                                    |
| (nl) Gemeentelijke meisjesschool (voormalige)               |                       |                                  | Ruisbroek             | Schoolstraat 14                | 50° 47′ 05″ nord, 4° 17′ 33″ est | 90865               | Téléverser                                    |
| (nl) Drie gelijkaardige woningen                            |                       |                                  | Ruisbroek             | Stationsstraat 49              | 50° 47′ 25″ nord, 4° 17′ 44″ est | 90866               | Téléverser                                    |
| (nl) Drie gelijkaardige woningen                            |                       |                                  | Ruisbroek             | Stationsstraat 51              | 50° 47′ 25″ nord, 4° 17′ 44″ est | 90866               | Téléverser                                    |
| (nl) Drie gelijkaardige woningen                            |                       |                                  | Ruisbroek             | Stationsstraat 53              | 50° 47′ 25″ nord, 4° 17′ 44″ est | 90866               | Téléverser                                    |
| (nl) Kapel                                                  |                       |                                  | Ruisbroek             | Vaartstraat                    | 50° 47′ 04″ nord, 4° 17′ 10″ est | 90867               | Téléverser                                    |
| (nl) Blekerij van linnenweverij Rey-Ainé                    |                       |                                  | Ruisbroek             | Wandelingstraat 50             | 50° 47′ 03″ nord, 4° 17′ 52″ est | 90868               | Téléverser                                    |
| (nl) Nieuwe Weverij van de linnenweverij Rey-Ainé           |                       |                                  | Ruisbroek             | Weverijstraat 3                | 50° 47′ 03″ nord, 4° 17′ 44″ est | 90869               | Téléverser                                    |
| (nl) Arbeidershuisjes                                       |                       |                                  | Ruisbroek             | Wittehoedstraat 10             | 50° 47′ 41″ nord, 4° 17′ 55″ est | 90870               | Téléverser                                    |
| (nl) Arbeidershuisjes                                       |                       |                                  | Ruisbroek             | Wittehoedstraat 11             | 50° 47′ 41″ nord, 4° 17′ 55″ est | 90870               | Téléverser                                    |
| (nl) Arbeidershuisjes                                       |                       |                                  | Ruisbroek             | Wittehoedstraat 12             | 50° 47′ 41″ nord, 4° 17′ 55″ est | 90870               | Téléverser                                    |
| (nl) Arbeidershuisjes                                       |                       |                                  | Ruisbroek             | Wittehoedstraat 13             | 50° 47′ 41″ nord, 4° 17′ 55″ est | 90870               | Téléverser                                    |
| (nl) Arbeidershuisjes                                       |                       |                                  | Ruisbroek             | Wittehoedstraat 14             | 50° 47′ 41″ nord, 4° 17′ 55″ est | 90870               | Téléverser                                    |
| (nl) Arbeidershuisjes                                       |                       |                                  | Ruisbroek             | Wittehoedstraat 15             | 50° 47′ 41″ nord, 4° 17′ 55″ est | 90870               | Téléverser                                    |
| (nl) Arbeidershuisjes                                       |                       |                                  | Ruisbroek             | Wittehoedstraat 16             | 50° 47′ 41″ nord, 4° 17′ 55″ est | 90870               | Téléverser                                    |
| (nl) Arbeidershuisjes                                       |                       |                                  | Ruisbroek             | Wittehoedstraat 17             | 50° 47′ 41″ nord, 4° 17′ 55″ est | 90870               | Téléverser                                    |
| (nl) Arbeidershuisjes                                       |                       |                                  | Ruisbroek             | Wittehoedstraat 18             | 50° 47′ 41″ nord, 4° 17′ 55″ est | 90870               | Téléverser                                    |
| (nl) Arbeidershuisjes                                       |                       |                                  | Ruisbroek             | Wittehoedstraat 19             | 50° 47′ 41″ nord, 4° 17′ 55″ est | 90870               | Téléverser                                    |
| (nl) Arbeidershuisjes                                       |                       |                                  | Ruisbroek             | Wittehoedstraat 1C             | 50° 47′ 41″ nord, 4° 17′ 55″ est | 90870               | Téléverser                                    |
| (nl) Arbeidershuisjes                                       |                       |                                  | Ruisbroek             | Wittehoedstraat 2              | 50° 47′ 41″ nord, 4° 17′ 55″ est | 90870               | Téléverser                                    |
| (nl) Arbeidershuisjes                                       |                       |                                  | Ruisbroek             | Wittehoedstraat 20             | 50° 47′ 41″ nord, 4° 17′ 55″ est | 90870               | Téléverser                                    |
| (nl) Arbeidershuisjes                                       |                       |                                  | Ruisbroek             | Wittehoedstraat 21             | 50° 47′ 41″ nord, 4° 17′ 55″ est | 90870               | Téléverser                                    |
| (nl) Arbeidershuisjes                                       |                       |                                  | Ruisbroek             | Wittehoedstraat 22             | 50° 47′ 41″ nord, 4° 17′ 55″ est | 90870               | Téléverser                                    |
| (nl) Arbeidershuisjes                                       |                       |                                  | Ruisbroek             | Wittehoedstraat 23             | 50° 47′ 41″ nord, 4° 17′ 55″ est | 90870               | Téléverser                                    |
| (nl) Arbeidershuisjes                                       |                       |                                  | Ruisbroek             | Wittehoedstraat 3              | 50° 47′ 41″ nord, 4° 17′ 55″ est | 90870               | Téléverser                                    |
| (nl) Arbeidershuisjes                                       |                       |                                  | Ruisbroek             | Wittehoedstraat 4              | 50° 47′ 41″ nord, 4° 17′ 55″ est | 90870               | Téléverser                                    |
| (nl) Arbeidershuisjes                                       |                       |                                  | Ruisbroek             | Wittehoedstraat 5              | 50° 47′ 41″ nord, 4° 17′ 55″ est | 90870               | Téléverser                                    |
| (nl) Arbeidershuisjes                                       |                       |                                  | Ruisbroek             | Wittehoedstraat 6              | 50° 47′ 41″ nord, 4° 17′ 55″ est | 90870               | Téléverser                                    |
| (nl) Arbeidershuisjes                                       |                       |                                  | Ruisbroek             | Wittehoedstraat 7              | 50° 47′ 41″ nord, 4° 17′ 55″ est | 90870               | Téléverser                                    |
| (nl) Arbeidershuisjes                                       |                       |                                  | Ruisbroek             | Wittehoedstraat 8              | 50° 47′ 41″ nord, 4° 17′ 55″ est | 90870               | Téléverser                                    |
| (nl) Arbeidershuisjes                                       |                       |                                  | Ruisbroek             | Wittehoedstraat 9              | 50° 47′ 41″ nord, 4° 17′ 55″ est | 90870               | Téléverser                                    |
| (nl) Langgestrekte hoeve                                    |                       |                                  | Sint-Laureins-Berchem | Brabantsebaan 378              | 50° 47′ 00″ nord, 4° 12′ 36″ est | 90871               | Téléverser                                    |
| (nl) In een straatbocht ingeplante hoeve                    |                       |                                  | Sint-Laureins-Berchem | Brabantsebaan 444              | 50° 47′ 15″ nord, 4° 12′ 19″ est | 90874               | Téléverser                                    |
| (nl) Woonstalhuis                                           |                       |                                  | Sint-Laureins-Berchem | Brabantsebaan 458              | 50° 47′ 21″ nord, 4° 12′ 21″ est | 90875               | Téléverser                                    |
| (nl) Wegkapel van 1942                                      |                       |                                  | Sint-Laureins-Berchem | Brabantsebaan                  | 50° 47′ 25″ nord, 4° 12′ 19″ est | 90876               | Téléverser                                    |
| (nl) Gietijzeren wegwijzer                                  |                       |                                  | Sint-Laureins-Berchem | Molenborrestraat               | 50° 47′ 21″ nord, 4° 12′ 19″ est | 90877               | Téléverser                                    |
| (nl) Wegkapel Onze-Lieve-Vrouw                              |                       |                                  | Sint-Laureins-Berchem | Molenborrestraat               | 50° 47′ 15″ nord, 4° 12′ 04″ est | 90878               | Téléverser                                    |
| (nl) Onderwijzerswoning, gemeentehuis en -school            |                       |                                  | Sint-Laureins-Berchem | Molenborrestraat 34            | 50° 47′ 15″ nord, 4° 12′ 01″ est | 90879               | Téléverser                                    |
| (nl) Onderwijzerswoning, gemeentehuis en -school            |                       |                                  | Sint-Laureins-Berchem | Molenborrestraat 36            | 50° 47′ 15″ nord, 4° 12′ 01″ est | 90879               | Téléverser                                    |
| (nl) Gietijzeren wegwijzer                                  |                       |                                  | Sint-Laureins-Berchem | Molenborrestraat               | 50° 47′ 10″ nord, 4° 11′ 36″ est | 90881               | Téléverser                                    |
| (nl) Herberg In het Molenhuis                               |                       |                                  | Sint-Laureins-Berchem | Molenstraat 2                  | 50° 47′ 10″ nord, 4° 12′ 00″ est | 90882               | Téléverser                                    |
| (nl) Wegkapel van 1873                                      |                       |                                  | Sint-Laureins-Berchem | Postweg                        | 50° 47′ 27″ nord, 4° 11′ 47″ est | 90883               | Téléverser                                    |
| (nl) Gesloten hoeve                                         |                       |                                  | Sint-Laureins-Berchem | Postweg 399                    | 50° 47′ 27″ nord, 4° 11′ 49″ est | 90884               | Téléverser                                    |
| (nl) Woonstalhuisje                                         |                       |                                  | Vlezembeek            | Appelboomstraat 139            | 50° 47′ 50″ nord, 4° 13′ 15″ est | 90892               | Téléverser                                    |
| (nl) Boerenhuis van 1879                                    |                       |                                  | Vlezembeek            | Appelboomstraat 180            | 50° 47′ 53″ nord, 4° 12′ 57″ est | 90893               | Téléverser                                    |
| (nl) Veldkapel van 1955                                     |                       |                                  | Vlezembeek            | Domstraat                      | 50° 48′ 35″ nord, 4° 15′ 18″ est | 90894               | Téléverser                                    |
| (nl) Parochiekerk Onze-Lieve-Vrouw                          | Oui                   |                                  | Vlezembeek            | Dorp                           | 50° 48′ 20″ nord, 4° 14′ 00″ est | 90895               | Téléverser                                    |
| (nl) Dorpswoning                                            |                       |                                  | Vlezembeek            | Dorp 22                        | 50° 48′ 16″ nord, 4° 14′ 06″ est | 90896               | Téléverser                                    |
| (nl) Pastorie van 1895                                      |                       |                                  | Vlezembeek            | Dorp 43                        | 50° 48′ 15″ nord, 4° 13′ 59″ est | 90897               | Téléverser                                    |
| (nl) Dorpswoningen van 1903                                 |                       |                                  | Vlezembeek            | Dorp 49                        | 50° 48′ 20″ nord, 4° 13′ 57″ est | 90898               | Téléverser                                    |
| (nl) Dorpswoningen van 1903                                 |                       |                                  | Vlezembeek            | Schaliestraat 30               | 50° 48′ 20″ nord, 4° 13′ 57″ est | 90898               | Téléverser                                    |
| (nl) Gemeentehuis (voormalig)                               |                       |                                  | Vlezembeek            | Gemeenteplein 1                | 50° 48′ 28″ nord, 4° 13′ 54″ est | 90899               | Téléverser                                    |
| (nl) Overblijfsel van een hoevecomplex                      |                       |                                  | Vlezembeek            | Hemelrijkstraat 31             | 50° 47′ 43″ nord, 4° 12′ 43″ est | 90900               | Téléverser                                    |
| (nl) L-Vormige hoeve                                        |                       |                                  | Vlezembeek            | Kamstraat 3                    | 50° 48′ 19″ nord, 4° 13′ 34″ est | 90902               | Téléverser                                    |
| (nl) Grot Onze-Lieve-Vrouw-van-Lourdes                      |                       |                                  | Vlezembeek            | Kamstraat                      | 50° 48′ 04″ nord, 4° 13′ 31″ est | 90903               | Téléverser                                    |
| (nl) Pijlerkapel                                            |                       |                                  | Vlezembeek            | Klein-Nederstraat              | 50° 48′ 34″ nord, 4° 14′ 33″ est | 90904               | Téléverser                                    |
| (nl) Veldkapel Heilige Barbara                              |                       |                                  | Vlezembeek            | Kleine Schreinweg              | 50° 48′ 21″ nord, 4° 13′ 52″ est | 90905               | Téléverser                                    |
| (nl) Resten van een ongelukskruis                           |                       |                                  | Vlezembeek            | Konijnestraat                  | 50° 48′ 37″ nord, 4° 13′ 34″ est | 90906               | Téléverser                                    |
| (nl) Langgestrekte hoeve                                    |                       |                                  | Vlezembeek            | Laudinnestraat 55              | 50° 48′ 09″ nord, 4° 13′ 52″ est | 90908               | Téléverser                                    |
| (nl) Landhuis                                               |                       |                                  | Vlezembeek            | Lenniksebaan 1081              | 50° 49′ 02″ nord, 4° 14′ 56″ est | 90909               | Téléverser                                    |
| (nl) Hoevecomplex met boomgaard                             |                       |                                  | Vlezembeek            | Nederstraat 44                 | 50° 48′ 17″ nord, 4° 14′ 17″ est | 90911               | Téléverser                                    |
| (nl) Obbeekhof, thans manege                                |                       |                                  | Vlezembeek            | Obbeekstraat 30                | 50° 47′ 56″ nord, 4° 13′ 07″ est | 90913               | Téléverser                                    |
| (nl) Woning van 1868                                        |                       |                                  | Vlezembeek            | Pedestraat 25                  | 50° 48′ 35″ nord, 4° 13′ 45″ est | 90914               | Téléverser                                    |
| (nl) Woning van 1868                                        |                       |                                  | Vlezembeek            | Pedestraat 27                  | 50° 48′ 35″ nord, 4° 13′ 45″ est | 90914               | Téléverser                                    |
| (nl) Kapel Onze-Lieve-Vrouw van Vlezenbeek                  |                       |                                  | Vlezembeek            | Pedestraat                     | 50° 48′ 56″ nord, 4° 13′ 25″ est | 90915               | Téléverser                                    |
| (nl) Openluchtschool                                        |                       |                                  | Vlezembeek            | Postweg 24                     | 50° 48′ 46″ nord, 4° 14′ 56″ est | 90916               | Téléverser                                    |
| (nl) Wegkapel                                               |                       |                                  | Vlezembeek            | Postweg                        | 50° 48′ 43″ nord, 4° 14′ 58″ est | 90917               | Téléverser                                    |
| (nl) Kapel toegewijd aan Onze-Lieve-Vrouw-ter-Nood          |                       |                                  | Vlezembeek            | Postweg                        | 50° 48′ 32″ nord, 4° 14′ 03″ est | 90919               | Téléverser                                    |
| (nl) Onderwijzerswoning (voormalige)                        |                       |                                  | Vlezembeek            | Postweg 155                    | 50° 48′ 26″ nord, 4° 13′ 51″ est | 90920               | Téléverser                                    |
| (nl) Achterin gelegen hoevecomplex                          |                       |                                  | Vlezembeek            | Postweg 163                    | 50° 48′ 23″ nord, 4° 13′ 52″ est | 90921               | Téléverser                                    |
| (nl) Achterin gelegen hoevecomplex                          |                       |                                  | Vlezembeek            | Postweg 165                    | 50° 48′ 23″ nord, 4° 13′ 52″ est | 90921               | Téléverser                                    |
| (nl) Achterin gelegen hoevecomplex                          |                       |                                  | Vlezembeek            | Postweg 167                    | 50° 48′ 23″ nord, 4° 13′ 52″ est | 90921               | Téléverser                                    |
| (nl) Achterin gelegen hoevecomplex                          |                       |                                  | Vlezembeek            | Postweg 169                    | 50° 48′ 23″ nord, 4° 13′ 52″ est | 90921               | Téléverser                                    |
| (nl) 't Huizeke van Toen                                    |                       |                                  | Vlezembeek            | Postweg 231                    | 50° 48′ 21″ nord, 4° 13′ 29″ est | 90922               | Téléverser                                    |
| (nl) Gerenoveerd hoevecomplex                               |                       |                                  | Vlezembeek            | Postweg 246                    | 50° 48′ 18″ nord, 4° 12′ 58″ est | 90923               | Téléverser                                    |
| (nl) Auberge Le St Esprit                                   |                       |                                  | Vlezembeek            | Postweg 250                    | 50° 48′ 16″ nord, 4° 12′ 58″ est | 90924               | Téléverser                                    |
| (nl) Langgestrekte hoeve                                    |                       |                                  | Vlezembeek            | Postweg 256                    | 50° 48′ 14″ nord, 4° 12′ 56″ est | 90925               | Téléverser                                    |
| (nl) Neerhoeve Hof te Nederloo                              |                       |                                  | Vlezembeek            | Postweg 267                    | 50° 48′ 10″ nord, 4° 12′ 52″ est | 90927               | Téléverser                                    |
| (nl) Kleine hoeve                                           |                       |                                  | Vlezembeek            | Rekerstraat 12                 | 50° 48′ 13″ nord, 4° 14′ 12″ est | 90928               | Téléverser                                    |
| (nl) Wegkapel Onze-Lieve-Vrouw van Halle                    |                       |                                  | Vlezembeek            | Rekerstraat                    | 50° 48′ 07″ nord, 4° 14′ 14″ est | 90930               | Téléverser                                    |
| (nl) Dorpswoningen in spiegelbeeld                          |                       |                                  | Vlezembeek            | Schaliestraat 22               | 50° 48′ 21″ nord, 4° 13′ 56″ est | 90932               | Téléverser                                    |
| (nl) Dorpswoningen in spiegelbeeld                          |                       |                                  | Vlezembeek            | Schaliestraat 24               | 50° 48′ 21″ nord, 4° 13′ 56″ est | 90932               | Téléverser                                    |
| (nl) Leeghof, semi-gesloten hoeve                           |                       |                                  | Vlezembeek            | Steenbergstraat 7              | 50° 48′ 40″ nord, 4° 15′ 19″ est | 90934               | Téléverser                                    |
| (nl) Woning, enkelhuisje                                    |                       |                                  | Vlezembeek            | Vlezenbeeklaan 146             | 50° 48′ 17″ nord, 4° 14′ 08″ est | 90935               | Téléverser                                    |
| (nl) Lourdesgrot                                            |                       |                                  | Vlezembeek            | Zeypestraat                    | 50° 48′ 23″ nord, 4° 14′ 14″ est | 90936               | Téléverser                                    |